# Jessica Lowndes
Jessica Lowndes (Vancouver, 8 november 1988) is een Canadees actrice en zangeres.
Ze speelt de rol van Adrianna Duncan in de spin-off van Beverly Hills, 90210, 90210. De serie is sinds begin september 2008 te zien op de Amerikaanse tv te zien bij The CW.
Ze maakte haar bioscoopdebuut in de horrorfilm The Haunting of Molly Hartley als Laurel, met in de hoofdrol Haley Bennett, Chace Crawford en 90210-collega AnnaLynne McCord. In 2005 speelde ze de hoofdrol in de horrorfilm Dance of the Dead, het derde deel van de televisieserie Masters of Horror.
Lowndes komt regelmatig in de roddelbladen wegens haar relatie met 90210-collega Adam Gregory.
- Biblioteca Nacional de España: XX5342808
- Bibliothèque nationale de France: cb16564804n (data)
- International Standard Name Identifier: 0000 0001 0751 4264
- Library of Congress Control Number: no2010180589
- MusicBrainz: a8750011-a1cb-4e74-89cb-7e3c7cc241d6
- Nederlandse Thesaurus van Auteursnamen: 381191214
- Virtual International Authority File: 160119441
- WorldCat: E39PBJy8rwBrDDK4FXFFRFY3wC